# Goa bitar 6
Goa bitar 6 är ett studioalbum från 1976 av det svenska dansbandet Jigs .

## Låtar
1. "Robot Romeo" ("Robot Man")
2. "Inget utan dig"
3. "Under vår sol"
4. "Vi får aldrig skiljas" ("Wild Bird")
5. "I kärlekens labyrint"
6. "Dardanella" (instrumental)
7. "Sista visan"
8. "Only the Lonely"
9. "Paper Dolls"
10. "Georgia" ("Georgia")
11. "Hon väckte mitt hopp"
12. "Sjung min kärlekssång" (Sing My Love Song")
13. "Minnet av mitt sommarsvärmeri"
14. "Ett minne av min vän" ("Cryin' in the Rain")
15. "En hägring"

## Listplaceringar
| Lista (1977) | Topplacering |
| ------------ | ------------ |
| Sverige      | 9            |

### Fotnoter
1. ↑  Information i Svensk mediedatabas.
2. ↑  ”Jiggs – Goa bitar 6” (på engelska). swedishcharts.com. Hung Medien. http://www.swedishcharts.com/showitem.asp?interpret=Jigs&titel=Goa+bitar+6&cat=a.